# Elencos da Saunier Duval
A antiga equipa ciclista profissional Saunier Duval (e suas posteriores denominações) teve, durante toda a sua história, os seguintes elencos:

## 2004
Saunier Duval-Prodir
| Nome                           | Nascimento | Nacionalidade  | Equipa de 2003               |
| Joseba Beloki                  | 12-08-1973 | Espanha        | Brioches La Boulangère       |
| Rubens Bertogliati             | 09-05-1979 | Suíça          | Lampre                       |
| David Cañada                   | 11-03-1975 | Espanha        | QuickStep-Davitamon          |
| Rafael Caseiro                 | 09-10-1976 | Espanha        | Paternina-Costa de Almería   |
| Juan José Cobo                 | 11-02-1981 | Espanha        | Vini Caldirola-Saunier Duval |
| David de la Fuente             | 04-05-1981 | Espanha        | Vini Caldirola-Saunier Duval |
| Juan Carlos Domínguez          | 13-04-1971 | Espanha        | Phonak Hearing Systems       |
| Ángel Gómez                    | 13-05-1981 | Espanha        | Neoprofissional              |
| Juan López Gomis               | 28-03-1978 | Espanha        | A Aluminos                   |
| Javier Barreira González       | 13-11-1979 | Colômbia       | 05-Orbitel                   |
| Chris Horner                   | 23-10-1971 | Estados Unidos | Webcor Cycling Team          |
| Fabian Jeker                   | 28-11-1968 | Suíça          | Milaneza - MSS               |
| Timothy Johnson                | 05-08-1977 | Estados Unidos | Saturn Cycling Team          |
| Rubén Lobato                   | 01-09-1978 | Espanha        | Domina Vacanze-Elitron       |
| Alberto Loddo                  | 05-01-1979 | Itália         | Lampre                       |
| Miguel Ángel Martín Perdiguero | 14-10-1972 | Espanha        | Domina Vacanze-Elitron       |
| Manuele Mori                   | 09-08-1980 | Itália         | Neoprofissional              |
| Leonardo Piepoli               | 29-09-1971 | Itália         | ibanesto.com                 |
| Joaquim Rodríguez              | 12-05-1979 | Espanha        | ONZE-Eroski                  |
| Massimo Strazzer               | 17-08-1969 | Itália         | Phonak Hearing Systems       |
| Francisco José Ventoso         | 06-05-1982 | Espanha        | Neoprofissional              |
| Constantino Zaballa            | 15-05-1978 | Espanha        | Kelme-Costa Blanca           |
| Oliver Zaugg                   | 09-05-1981 | Suíça          | Neoprofissional              |

1. ↑  Desde o 1 de agosto.
2. ↑  Desde o 12 de outubro.

## 2005
| Nome                       | Nascimento | Nacionalidade  | Equipa de 2004             |
| Rubens Bertogliati         | 09/05/1979 | Suíça          |                            |
| David Cañada               | 11/03/1975 | Espanha        |                            |
| Rafael Caseiro             | 09/10/1976 | Espanha        |                            |
| Juan José Cobo             | 11/02/1981 | Espanha        |                            |
| Íñigo Cuesta               | 03/06/1969 | Espanha        | Cofidis                    |
| David de la Fuente         | 04/05/1981 | Espanha        |                            |
| Juan Carlos Domínguez      | 13.04.1971 | Espanha        |                            |
| Arkaitz Durán              | 18.05.1985 | Espanha        |                            |
| Ángel Edo                  | 04.08.1970 | Espanha        | Milaneza-Maia              |
| Nicolas Fritsch            | 19.12.1978 | França         | fdjeux.com                 |
| Juan Manuel Gárate         | 24.04.1976 | Espanha        | Lampre                     |
| Ángel Gómez                | 13.05.1981 | Espanha        |                            |
| José Ángel Gómez Marchante | 30.05.1980 | Espanha        | Paternina-Costa de Almería |
| Christopher Horner         | 23.10.1971 | Estados Unidos |                            |
| Fabian Jeker               | 28.11.1968 | Suíça          |                            |
| Rubén Lobato               | 01.09.1978 | Espanha        |                            |
| Manuele Mori               | 09.08.1980 | Itália         |                            |
| Leonardo Piepoli           | 29.09.1971 | Itália         |                            |
| Marco Pinotti              | 25.02.1976 | Itália         | Lampre                     |
| Manuel Quinziato           | 30.10.1979 | Itália         | Lampre                     |
| Ivan Ravaioli              | 01.11.1980 | Itália         | Team Barloworld            |
| Joaquim Rodríguez          | 12.05.1979 | Espanha        |                            |
| Andrea Tafi                | 07.05.1966 | Itália         | Alessio-Bianchi            |
| Francisco José Ventoso     | 06.05.1982 | Espanha        |                            |
| Constantino Zaballa        | 15.05.1978 | Espanha        |                            |
| Oliver Zaugg               | 09/05/1981 | Suíça          |                            |

## 2006
| Nome                         | Nascimento | Nacionalidade  | Equipa de 2005        |
| José Alberto Benítez         | 14.11.1981 | Espanha        | Spiuk                 |
| Rubens Bertogliati           | 09.05.1979 | Suíça          |                       |
| David Cañada                 | 11.03.1975 | Espanha        |                       |
| Juan José Cobo               | 11.02.1981 | Espanha        |                       |
| David de la Fuente           | 04.05.1981 | Espanha        |                       |
| Charles Dionne               | 15.03.1979 | Canadá         | Webcor Builders       |
| Arkaitz Durán                | 18.05.1985 | Espanha        |                       |
| Alberto Fernández de povoa-a | 17.09.1984 | Espanha        | Néo                   |
| Nicolas Fritsch              | 19.12.1978 | França         |                       |
| Koldo Gil                    | 16.01.1978 | Espanha        | Liberty Seguros       |
| Ángel Gómez                  | 13.05.1981 | Espanha        |                       |
| José Ángel Gómez Marchante   | 30.05.1980 | Espanha        |                       |
| Rubén Lobato                 | 01.09.1978 | Espanha        |                       |
| Peter Mazur                  | 02.12.1982 | Polónia        | Néo                   |
| Javier Megías                | 30.09.1983 | Espanha        | Néo                   |
| David Millar                 | 04.01.1977 | Reino Unido    | Suspendido por dopage |
| Manuele Mori                 | 09.08.1980 | Itália         |                       |
| Aaron Olsen                  | 11.01.1978 | Estados Unidos | Colavita Olive Oil    |
| Luciano Pagliarini           | 18.04.1978 | Brasil         | Liquigas Bianchi      |
| Leonardo Piepoli             | 29.09.1971 | Itália         |                       |
| Marco Pinotti                | 25.02.1976 | Itália         |                       |
| Riccardo Riccò               | 01.09.1983 | Itália         | Néo                   |
| Christophe Rinero            | 29.12.1973 | França         | R.A.G.T Semences      |
| Gilberto Simoni              | 25.08.1971 | Itália         | Lampre-Caffita        |
| Guido Trentin                | 24.11.1975 | Itália         | Cofidis               |
| Francisco José Ventoso       | 06.05.1982 | Espanha        |                       |
| Carlos Zárate                | 01.07.1980 | Espanha        | Comunidade Valenciana |
| Oliver Zaugg                 | 09.05.1981 | Suíça          |                       |

## 2007
| Nome                         | Nascimento | Nacionalidade | Equipa de 2005    |
| Raúl Alarcón                 | 25.03.1986 | Espanha       | Néo               |
| Raivis Belohvoščiks          | 14.11.1981 | Letônia       | Universal Caffé   |
| José Alberto Benítez         | 14.11.1981 | Espanha       |                   |
| Rubens Bertogliati           | 09.05.1979 | Suíça         |                   |
| Iker Camaño                  | 09.05.1979 | Espanha       | Euskaltel-Euskadi |
| David Cañada                 | 11.03.1975 | Espanha       |                   |
| Juan José Cobo               | 11.02.1981 | Espanha       |                   |
| David de la Fuente           | 04.05.1981 | Espanha       |                   |
| Jesús del Nero               | 16/03/1982 | Espanha       | 3 Molinos Resort  |
| Arkaitz Durán                | 18.05.1985 | Espanha       |                   |
| Alberto Fernández de povoa-a | 17.09.1984 | Espanha       |                   |
| Koldo Gil Pérez              | 16.01.1978 | Espanha       |                   |
| Ángel Gómez Gómez            | 13.05.1981 | Espanha       |                   |
| José Ángel Gómez Marchante   | 30.05.1980 | Espanha       |                   |
| Rubén Lobato                 | 01.09.1978 | Espanha       |                   |
| Iban Mayo                    | 19.08.1977 | Espanha       | Euskaltel-Euskadi |
| Peter Mazur                  | 02.12.1982 | Polónia       |                   |
| Javier Megías                | 30.09.1983 | Espanha       |                   |
| David Millar                 | 04.01.1977 | Reino Unido   |                   |
| Manuele Mori                 | 09.08.1980 | Itália        |                   |
| Luciano Pagliarini           | 18.04.1978 | Brasil        |                   |
| Leonardo Piepoli             | 29.09.1971 | Itália        |                   |
| Riccardo Riccò               | 01.09.1983 | Itália        |                   |
| Christophe Rinero            | 29.12.1973 | França        |                   |
| Gilberto Simoni              | 25.08.1971 | Itália        |                   |
| Guido Trentin                | 24.11.1975 | Itália        |                   |
| Francisco Ventoso            | 06.05.1982 | Espanha       |                   |
| Remmert Wielinga             | 27.04.1978 | Países Baixos | Quick Step        |
| Carlos Zárate                | 01.07.1980 | Espanha       |                   |

## 2008
Saunier Duval-Scott (até julho)

Scott-American Beef
| Nome                       | Nascimento | Nacionalidade | Equipa de 2007        |
| Raúl Alarcón               | 23/05/1986 | Espanha       | Saunier Duval-Prodir  |
| Raivis Belohvoščiks        | 21/01/1976 | Letônia       | Saunier Duval-Prodir  |
| José Alberto Benítez       | 14/11/1981 | Espanha       | Saunier Duval-Prodir  |
| Rubens Bertogliati         | 09/05/1979 | Suíça         | Saunier Duval-Prodir  |
| Iker Camaño                | 14/03/1979 | Espanha       | Saunier Duval-Prodir  |
| David Cañada               | 11/03/1975 | Espanha       | Saunier Duval-Prodir  |
| Eros Capecchi              | 13/06/1986 | Itália        | Liquigas              |
| Ermanno Capelli            | 09/05/1985 | Itália        | Neoprofissional       |
| Juan José Cobo             | 11/02/1981 | Espanha       | Saunier Duval-Prodir  |
| David de la Fuente         | 04/05/1981 | Espanha       | Saunier Duval-Prodir  |
| Jesús Do Nero              | 16/03/1982 | Espanha       | Saunier Duval-Prodir  |
| Arkaitz Durán              | 18/05/1985 | Espanha       | Saunier Duval-Prodir  |
| Alberto Fernández          | 17/09/1984 | Espanha       | Saunier Duval-Prodir  |
| Denis Flahaut              | 28/11/1978 | França        | Jartazi-Promo Fashion |
| Ángel Gómez                | 13/05/1981 | Espanha       | Saunier Duval-Prodir  |
| José Ángel Gómez Marchante | 30/05/1981 | Espanha       | Saunier Duval-Prodir  |
| Héctor González            | 16/05/1986 | Espanha       | Neoprofissional       |
| Beñat Intxausti            | 20/03/1986 | Espanha       | Nicolás Mateos        |
| Josep Jufré                | 05/08/1975 | Espanha       | Predictor-Lotto       |
| Rubén Lobato               | 01/09/1978 | Espanha       | Saunier Duval-Prodir  |
| Javier Megías              | 30/09/1983 | Espanha       | Saunier Duval-Prodir  |
| Manuele Mori               | 09/08/1980 | Itália        | Saunier Duval-Prodir  |
| Luciano Pagliarini         | 18/04/1978 | Brasil        | Saunier Duval-Prodir  |
| Aurélien Passeron          | 19/01/1984 | França        | Acqua & Sapone        |
| Leonardo Piepoli           | 29/09/1971 | Itália        | Saunier Duval-Prodir  |
| Riccardo Riccò             | 01/09/1983 | Itália        | Saunier Duval-Prodir  |

| Stagiaire     | Nascimento | Nacionalidade |
| ------------- | ---------- | ------------- |
| Ángel Madrazo | 30/07/1988 | Espanha       |
| Rafael Valls  | 25/06/1987 | Espanha       |
| Marcel Wyss   | 25/06/1986 | Suíça         |

1. 1 2  Até o 18 de julho.
2. ↑  Desde o 1 de agosto.

## 2009
Fuji-Servetto
| Nome                 | Nascimento | Nacionalidade | Equipa de 2008               |
| Paolo Bailetti       | 15/07/1980 | Itália        | LPR Brakes                   |
| José Alberto Benítez | 14/11/1981 | Espanha       | Scott-American Beef          |
| Iker Camaño          | 14/03/1979 | Espanha       | Scott-American Beef          |
| David Cañada         | 11/03/1975 | Espanha       | Scott-American Beef          |
| Eros Capecchi        | 13/06/1986 | Itália        | Scott-American Beef          |
| Ermanno Capelli      | 09/05/1985 | Itália        | Scott-American Beef          |
| Hilton Clarke        | 11/07/1979 | Austrália     | Toyota-United                |
| Juan José Cobo       | 11/02/1981 | Espanha       | Scott-American Beef          |
| David de la Fuente   | 04/05/1981 | Espanha       | Scott-American Beef          |
| Jesús del Nero       | 16/03/1982 | Espanha       | Scott-American Beef          |
| Iván Domínguez       | 25/05/1976 | Cuba          | Toyota-United                |
| Arkaitz Durán        | 18/05/1985 | Espanha       | Scott-American Beef          |
| Alberto Fernández    | 17/09/1984 | Espanha       | Scott-American Beef          |
| Ángel Gómez          | 13/05/1981 | Espanha       | Scott-American Beef          |
| Héctor González      | 16/05/1986 | Espanha       | Scott-American Beef          |
| Beñat Intxausti      | 20/03/1986 | Espanha       | Scott-American Beef          |
| Josep Jufré          | 05/08/1975 | Espanha       | Scott-American Beef          |
| Fredrik Kessiakoff   | 17/05/1980 | Suécia        | Neoprofissional              |
| Robert Kiserlovski   | 09/08/1986 | Croácia       | Amica Chips-Knauf            |
| Javier Megías        | 30/09/1983 | Espanha       | Scott-American Beef          |
| Daniele Nardello     | 02/08/1972 | Itália        | Serramenti PVC Diquigiovanni |
| Fabrice Piemontesi   | 16/08/1983 | Itália        | Team Piemonte                |
| Ricardo Serrano      | 04/08/1978 | Espanha       | Tinkoff                      |
| Boris Shpilevsky     | 20/08/1982 | Rússia        | Preti Mangimi-Prisma Stufe   |
| Andrea Tonti         | 16/02/1976 | Itália        | Quick Step                   |
| Davide Vigano        | 12/06/1984 | Itália        | Quick Step                   |
| William Walker       | 31/10/1985 | Austrália     | Rabobank                     |
| Cameron Wurf         | 03/08/1983 | Austrália     | Team Volksbank               |

| Stagiaire    | Nascimento | Nacionalidade |
| ------------ | ---------- | ------------- |
| Pedro Merino | 08/07/1987 | Espanha       |

1. ↑  Desde o 1 de abril.
2. ↑  Até o 18 de junho.
3. ↑  Desde o 6 de junho.
4. ↑  Até o 13 de abril.
5. ↑  Desde o 1 de maio.
6. ↑  Desde o 21 de julho.
7. ↑  Até o 22 de junho.
8. ↑  Até o 28 de fevereiro.
9. ↑  Até o 1 de maio.
10. ↑  Desde o 1 de agosto.

## 2010
Footon-Servetto
| Nome                      | Nascimento | Nacionalidade | Equipa de 2009                    |
| José Alberto Benítez      | 14/11/1981 | Espanha       | Fuji-Servetto                     |
| Mathias Brändle           | 07/12/1989 | Áustria       | Elk-Haus                          |
| Eros Capecchi             | 13/06/1986 | Itália        | Fuji-Servetto                     |
| Ermanno Capelli           | 09/05/1985 | Itália        | Fuji-Servetto                     |
| Manuel Antonio Cardoso    | 07/04/1983 | Portugal      | Liberty Seguros Continental       |
| Vidal Celis               | 21/08/1982 | Espanha       | Barbot-Siper                      |
| Giampolo Cheula           | 23/05/1979 | Itália        | Barloworld                        |
| Marco Corti               | 02/04/1986 | Itália        | Barloworld                        |
| Arkaitz Durán             | 18/05/1986 | Espanha       | Fuji-Servetto                     |
| Markus Eibegger           | 16/10/1984 | Áustria       | Elk-Haus                          |
| Tom Faiers                | 19/05/1987 | Reino Unido   | Neo (Camargo)                     |
| Fabio Felline             | 29/03/1990 | Itália        | Neo (Bergamasca-De Nardi)         |
| Noé Gianetti              | 06/10/1989 | Suíça         | Neo (Velo Clube Mendrisio)        |
| David Gutiérrez Gutiérrez | 02/04/1982 | Espanha       | Neo (Camargo)                     |
| David Gutiérrez Palácios  | 28/07/1987 | Espanha       | Neo (Camargo)                     |
| Enrique Mata              | 15/06/1985 | Espanha       | Burgos Monumental-Castilla e Leão |
| Iam Mayoz                 | 30/09/1981 | Espanha       | Xacobeo Galiza                    |
| Pedro Merino              | 08/07/1987 | Espanha       | Neo (Trasmiera-Fuji)              |
| Michele Merlo             | 07/08/1984 | Itália        | Barloworld                        |
| Martin Pedersen           | 15/04/1983 | Dinamarca     | Team Capinordic                   |
| Aitor Pérez Arrieta       | 24/07/1977 | Espanha       | Contentpolis-AMPO                 |
| Rafael Valls              | 25/06/1987 | Espanha       | Burgos Monumental-Castilla e Leão |
| David Vitoria             | 15/10/1984 | Suíça         | Rock Racing                       |
| Johnnie Walker            | 17/03/1987 | Austrália     | Neo (Trasmiera-Fuji)              |

| Stagiaire       | Nascimento | Nacionalidade |
| --------------- | ---------- | ------------- |
| Daniel Díaz     | 07/07/1989 | Argentina     |
| Mario Gutiérrez | 17/09/1988 | Espanha       |
| Ran Margaliot   | 18/07/1988 | Israel        |

1. ↑  Desde o 1 de agosto.

## 2011
Team Geox
| Nome                      | Nascimento | Nacionalidade | Equipa de 2010                      |
| Mauricio Ardila           | 21/05/1979 | Colômbia      | Rabobank                            |
| Tomas Alberio             | 31/03/1989 | Itália        | Neoprofissional                     |
| David Blanco              | 03/03/1975 | Espanha       | Palmeiras Resort-Prio               |
| Mathias Brändle           | 07/12/1989 | Áustria       | Footon-Servetto                     |
| Giampaolo Cheula          | 23/05/1979 | Itália        | Footon-Servetto                     |
| Juan José Cobo            | 11/02/1981 | Espanha       | Caisse d'Epargne                    |
| Daniele Colli             | 19/04/1982 | Itália        | Ceramica Flaminia-Bossini Docce     |
| Marco Corti               | 02/04/1986 | Itália        | Footon-Servetto                     |
| David de la Fuente        | 04/05/1981 | Espanha       | Astana                              |
| Fabio Duarte              | 11/06/1986 | Colômbia      | Café de Colombia-Colombia es Pasión |
| Arkaitz Durán             | 18/05/1986 | Espanha       | Footon-Servetto                     |
| Fabio Felline             | 29/03/1990 | Itália        | Footon-Servetto                     |
| Noé Gianetti              | 06/10/1989 | Suíça         | Footon-Servetto                     |
| David Gutiérrez Gutiérrez | 02/04/1982 | Espanha       | Footon-Servetto                     |
| Dmitry Kozontchuk         | 05/04/1984 | Rússia        | Rabobank                            |
| Marko Kump                | 09/09/1989 | Eslovênia     | Adria Mobil                         |
| Denis Menchov             | 25/01/1978 | Rússia        | Rabobank                            |
| Matteo Pelucchi           | 21/01/1989 | Itália        | Neoprofissional                     |
| Daniele Ratto             | 05/10/1988 | Itália        | Carmiooro-NGC                       |
| Carlos Sastre             | 22/04/1975 | Espanha       | Cervélo Test Team                   |
| Rafael Valls              | 25/06/1987 | Espanha       | Footon-Servetto                     |
| Marcel Wyss               | 25/06/1986 | Suíça         | Cervélo Test Team                   |